# Collegno
Collegno là một đô thị ở tỉnh Torino trong vùng Piedmont, có vị trí cách khoảng 9 km về phía tây của Torino, nước Ý. Tại thời điểm ngày 31 tháng 12 năm 2004, đô thị này có dân số 49.634 người và diện tích là 18,1 km².
Collegno giáp các đô thị: Druento, Venaria Reale, Torino, Pianezza, Rivoli, và Grugliasco.

## Đô thị kết nghĩa
- Antony, Pháp
- Sarospatak, Hungary
- Volzhsky, Nga
- Neubrandenburg, Đức
- Cerdanyola del Vallès, Tây Ban Nha
- San Gregorio Magno, Italia
- Ousseltia, Tunisia
- Matanzas, Cuba
- Sarajevo, Bosnia và Herzegovina
- Havířov, Cộng hòa Séc
- Rocchetta Sant'Antonio, Italia
- Gaiba, Italia